# Tajikistan International 2023
Die Tajikistan International 2023 im Badminton fanden vom 8. bis zum 11. August 2023 in Duschanbe statt. Es war die erste Auflage der Turnierserie.

## Medaillengewinner
| Disziplin    | Gold                                      | Silber                                    | Bronze                                        |
| ------------ | ----------------------------------------- | ----------------------------------------- | --------------------------------------------- |
| Herreneinzel | Lê Đức Phát                               | Daniil Dubovenko                          | Ade Resky Dwicahyo                            |
| Herreneinzel | Lê Đức Phát                               | Daniil Dubovenko                          | Vishal Vasudevan                              |
| Dameneinzel  | Anupama Upadhyaya                         | Ksenia Polikarpova                        | Keisha Fatimah Az Zahra                       |
| Dameneinzel  | Anupama Upadhyaya                         | Ksenia Polikarpova                        | Han Yu-chen                                   |
| Herrendoppel | Khaitmurat Kulmatov Makhsut Tadzhibullaev | Gafforbek Jabborov Biloliddin Kuchkarboev | Sayfiddin Mukhtarov Asadbek Olimjanov         |
| Herrendoppel | Khaitmurat Kulmatov Makhsut Tadzhibullaev | Gafforbek Jabborov Biloliddin Kuchkarboev | Alijon Musofirov Muhamadsaid Salimov          |
| Damendoppel  | Rutaparna Panda Swetaparna Panda          | Era Maftuha Hajar Nuriyeva                | Yeva Butpayeva Nargiza Rakhmetullayeva        |
| Damendoppel  | Rutaparna Panda Swetaparna Panda          | Era Maftuha Hajar Nuriyeva                | Barno Qosimjonova Sevinch Sodikova            |
| Mixed        | Dmitriy Panarin Kamila Smagulova          | Khaitmurat Kulmatov Romualda Batyrova     | Adham Hatem Elgamal Doha Hany                 |
| Mixed        | Dmitriy Panarin Kamila Smagulova          | Khaitmurat Kulmatov Romualda Batyrova     | Makhsut Tadzhibullaev Nargiza Rakhmetullayeva |